# Vitus Piluzzi
Vitus Piluzzi, OFM Conv. (falecido a 6 de janeiro de 1704) foi um prelado católico romano que serviu como arcebispo titular de Marcianópolis (1678–1704).

## Biografia
Vitus Piluzzi foi ordenado sacerdote na Ordem dos Frades Menores Conventuais. A 5 de setembro de 1678, foi nomeado durante o papado de Inocêncio XI como Arcebispo Titular de Marcianópolis. No dia 18 de setembro de 1678, foi consagrado bispo por Alessandro Crescenzi (cardeal), bispo de Recanati e Loreto, tendo Domenico Gianuzzi, bispo titular de Diocleia na Frígia, e Bartolomeo Menatti, bispo de Lodi, servindo como co-consagradores. Serviu como Arcebispo Titular de Marcianópolis até à sua morte a 6 de janeiro de 1704.
Enquanto bispo, foi o principal co-consagrador de Giaconto Tuartkovich, Bispo de Ston.